# Fondorallo
Fondorallo es una aldea española situada en la parroquia de Saá, del municipio de Puebla del Brollón, en la provincia de Lugo, Galicia.

## Geografía
Está situado a 422 metros de altitud, junto al río Saa, en la carretera que une la villa de Puebla del Brollón y Pousa. 

## Demografía
Consta de menos de 100 habitantes en un vecindario concentrado en un radio de 1 km². Dentro de los nacidos en esta pequeña población gallega, destaca el miembro del grupo A Roda y pianista de la Eurovisiva Lucía Pérez, Javier Castro, reconocido músico con una extensa trayectoria profesional.
| Gráfica de evolución demográfica de Fondorallo entre 2000 y 2020 |
|                                                                  |
| Datos según el nomenclátor publicado por el INE.                 |